# World of Warcraft: Beyond the Dark Portal
World of Warcraft: Beyond the Dark Portal is een fantasyboek geschreven door Aaron S. Rosenberg en Christie Golden. Het werd gepubliceerd in juli 2008 door Simon & Schuster van Pocket Star Books. Het verhaal is gebaseerd op Blizzard Entertainment's universum van Warcraft en vertelt het verhaal van de gebeurtenissen bij de RTS video game Warcraft II: Tides of Darkness uit 1995.

## Verhaal
Twee jaar na de nederlaag van de Horde en de vernietiging van The Dark Portal, die leidt van Draenor naar Azeroth, is er een kleine kloof die de twee werelden toch nog met elkaar verbindt. De ork Ner'Zhul raakte gewond nadat The Dark Portal was gesloten, maar wordt door een groep orkkampioenen, die als undead Death Knights leven, benaderd en kwam met het idee om meer portalen te openen. Om dit te doen moest Ner'Zhul aan de volgende elementen geraken die in Azeroth verborgen zijn; The Skull of Gul'dan, The Book of Medivh, The Jeweled Scepter of Sargeras en The Eye of Dalaran. De paladin Turalyon heeft samen met zijn troepen de elf Alleria verenigd met de machtige tovenaar Khadgar en de dwerg Kurdran om de plannen te stoppen, maar hun missie wordt gestaakt nadat de dodelijke Black Dragonflight samenspant met de Horde. Hierdoor was het mogelijk voor Ner'zhul om nieuwe portalen te maken over Draenor maar door de vele portalen die er op de planeet waren werd de planeet vernietigd en wordt een stuk zwevend continent Outland genoemd. Ner'Zhul wordt al snel door Kel'Thuzad gevangengenomen en geeft hem een nieuwe taak. Kel'Thuzad vermengt de geest van Ner'Zhul in een skelet, gebonden aan de The Frozen Throne om zo Azeroth te kunnen vernietigen.